# Araneus xavantina
Araneus xavantina är en spindelart som beskrevs av Levi 1991. Araneus xavantina ingår i släktet Araneus och familjen hjulspindlar. Inga underarter finns listade i Catalogue of Life.